# Tim Hardaway
Timothy Duane „Tim“ Hardaway Sr. (* 1. September 1966 in Chicago, Illinois) ist ein ehemaliger US-amerikanischer Basketballspieler, der von 1989 bis 2003 in der NBA aktiv war. Hardaway ist 1,83 Meter groß und lief meist als Point Guard auf. Er wurde 2022 in die Naismith Memorial Basketball Hall of Fame aufgenommen.
Hardaways Sohn, Tim Hardaway Jr. ist ebenfalls Profibasketballer in der NBA.

## Karriere

### Als Spieler
Hardaway machte sich in seiner Jugend einen Namen auf den Freiplätzen Chicagos. Er besuchte die Carver Area High School, bevor er für die Universitätsmannschaft der University of Texas at El Paso aktiv war. Er war dort der erfolgreichste Punktesammler der Universitätsgeschichte. Als Auszeichnung für seine hervorragenden sportlichen Leistungen am College erhielt er den Naismith-Award.
Im NBA-Draft 1989 wurde er an 14. Stelle von den Golden State Warriors gewählt. Die Warriors waren nach einer Schwächephase während der 1980er Jahre wieder erstarkt und hatten sich 1987 und 1989 wieder für die Play-offs qualifiziert. Dieser Trend setzte sich mit Hardaway fort, der für seine Leistungen im ersten Profijahr in das NBA All-Rookie First Team gewählt wurde und in seinen ersten beiden NBA-Jahren zusammen mit Mitch Richmond und Chris Mullin ein schlagkräftiges Trio bildete, das unter der Bezeichnung Run TMC (gebildet aus den Anfangsbuchstaben ihrer Vornamen in Anlehnung an die Hiphop-Gruppe Run DMC) bekannt wurde. Mit den Warriors qualifizierte Hardaway sich 1991, 1992 und 1994 für die Playoffs.
1996 wurde der Point Guard zu den Miami Heat transferiert, wo er bis zur Saison 2000/01 spielte. Das von Pat Riley trainierte Team um Hardaway, Alonzo Mourning, Dan Majerle, P. J. Brown und Jamal Mashburn erreichte viermal in Folge den ersten Platz in der Atlantic Division. Besonders in Erinnerung blieben die umkämpften Playoff-Begegnungen mit den New York Knicks. In Miami entwickelte sich Hardaway zu einem der besten Point Guards der Liga und wurde 1997 in das All-NBA First Team berufen.
In seiner vorletzten Saison spielte Hardaway für die Dallas Mavericks und die Denver Nuggets. In seiner letzten Saison spielte er für 10 Spiele für die Indiana Pacers. 2003 gab er aufgrund von Knieproblemen seinen Rücktritt bekannt.
Hardaway erzielte in 867 NBA-Spielen insgesamt 15.373 Punkte (17,7 Pkt./Sp.) und verteilte 7.095 Korbvorlagen (8,2 Ass./Sp.). Hardaway wurde fünfmal in das Allstargame der NBA gewählt. Seine Trikotnummer 10 wird von den Heat, zu seinen Ehren, nicht mehr vergeben.

### Trainerkarriere
Im August 2014 übernahm Hardaway eine Assistententrainertätigkeit bei den Detroit Pistons.

### International
Hardaway bestritt zwischen 1999 und 2000 insgesamt 18 Spiele für die Basketballnationalmannschaft der Vereinigten Staaten, die allesamt gewonnen wurden. Er gewann mit der Mannschaft sowohl Gold beim olympischen Basketballturnier 2000 als auch bei der vorangegangenen Amerikameisterschaft 1999, dem Qualifikationsturnier für die Olympischen Spiele.

## Privates
Hardaway und seine Frau Yolanda haben zwei Kinder, Tim Jr. und Nia. Tim Hardaway Jr. ist ebenfalls Basketballer und wurde in der NBA-Draft 2013 an Position 24 von den New York Knicks gezogen.

### Kritik wegen homophober Äußerungen
In einen Radio-Interview am 14. Februar 2007 bei 790 the Ticket in Miami sorgte Hardaway mit homophoben Äußerungen für große Empörung. Während des Interviews wurde er auf das Outing des ehemaligen Basketball-Spielers John Amaechi angesprochen. Auf die Frage, wie er mit homosexuellen Teamkameraden umgehen würde, sagte er zum Radio-Moderator Dan Le Batard: „Well, you know, I hate gay people. I let it be known I don’t like gay people. I don’t like to be around gay people. I’m homophobic. It shouldn’t be in the world, in the United States, I don’t like it.“ In etwa: „Ich hasse Schwule und das können sie ruhig hören. Ich will sie nicht um mich haben. Ich bin homophob. So etwas sollte es in der Welt und den USA nicht geben.“ In den darauf folgenden Interviews von ihm und seinen Agenten entschuldigte er sich und meinte, dass er dies nicht hätte sagen sollen. Die NBA nahm ihn daraufhin aus dem Programm des All-Star Weekend am darauffolgenden Wochenende, sein Dienstgeber Trinity Sports, Eigentümer des Teams Indiana Alley Cats, entließ ihn aus der Position des Chief Basketball Operations Advisor und die CBA distanzierte sich in einer Pressemeldung von seinen Aussagen.
Monate später hörte er vom YES Institute, einer Kinderrechtsorganisation, die sich für homosexuelle Jugendliche einsetzt und daran arbeitet, die Bedingungen für LGBT-Jugendliche in jeder Hinsicht zu verbessern, das Selbstvertrauen zu stärken und so auch Selbstmordversuchen vorzubeugen. Er besuchte mehrere ihrer Veranstaltungen, um zu verstehen, woher seine Einstellung rührt und welche Auswirkungen seine Äußerungen auf Betroffene haben können. Entgegen seiner anfänglichen Angst wurde er dort mit offenen Armen aufgenommen und meinte im September 2007: „I had no idea how much I hurt people, a lot of people.“ („Ich hatte keine Ahnung, wie sehr ich die Menschen verletzt habe, viele Menschen.“) Die Institutsvorsitzende beschreibt Hardaway als authentisch und seinen Willen, etwas zu lernen, als echt.